# 贡比涅停战协定

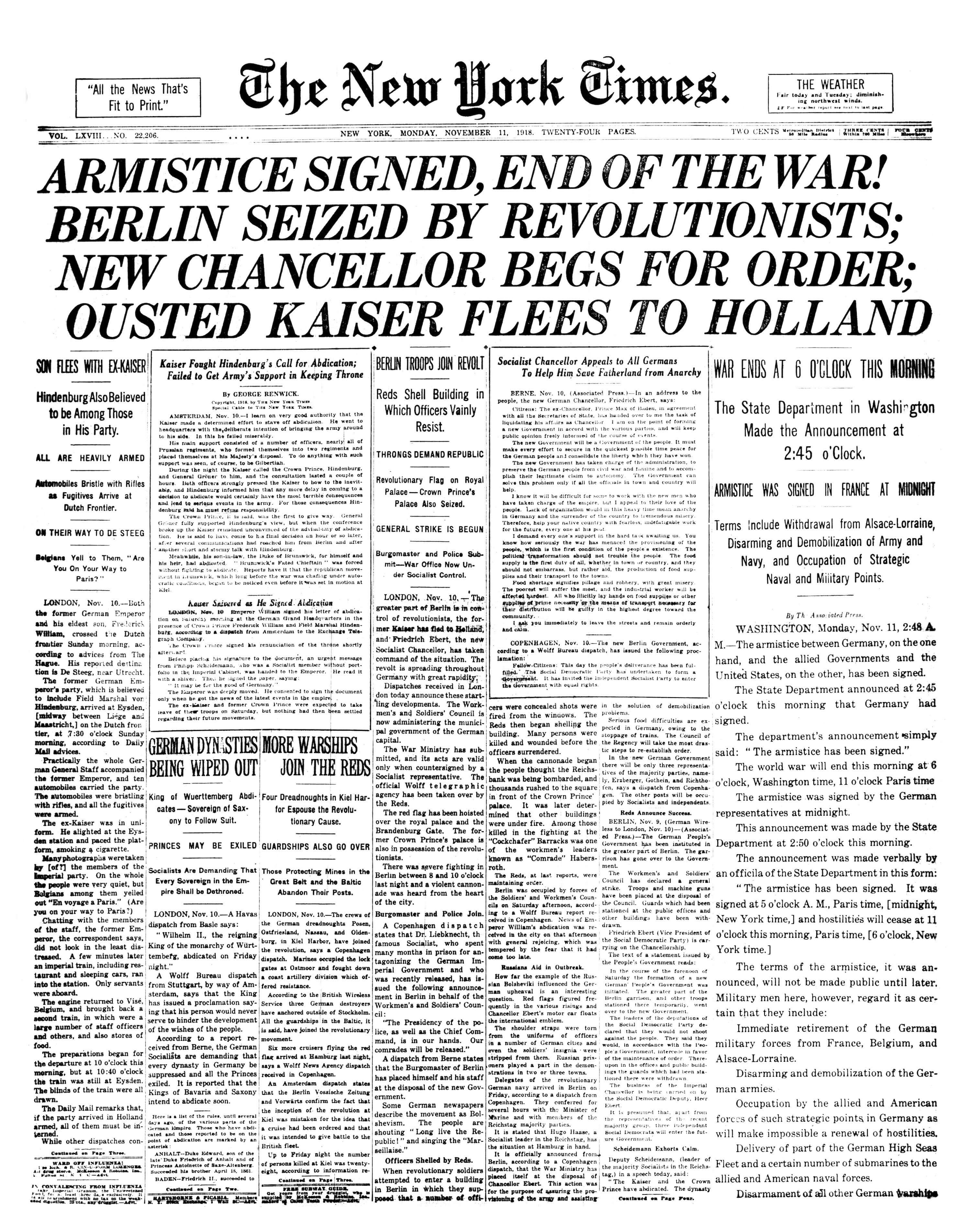
纽约时报1918年11月11日首页关于康边停战协定的报导

贡比涅停战协定（法語：Armistice de 1918），又譯康边停战协定、贡比涅森林停战协定、康白尼停戰協定，是标志第一次世界大战结束的协定，由协约国代表，法蘭西第三共和国元帅福煦和德意志帝国看守政府代表马蒂亚斯·埃茨贝格尔于1918年11月11日在法国巴黎北面瓦兹省贡比涅（旧译“康边”）附近森林里一节火车车厢（东方快车第2419号车厢）中簽定。

## 谈判过程
停战协定于11月11日早上5时达成协议，定于巴黎时间早上11时正式生效，所以也被称为“第11个月的第11天的第11个小时”协定。
当时在德意志帝国發生十一月革命後，首都柏林和慕尼黑等地亦即将发生革命，德皇被逼退位。德军统帅兴登堡急于求和，11月7日，他发电报要求和福煦元帅会见。
德国代表团乘坐5辆汽车穿越战线，用了10个小时才通过了战争造成的荒芜人烟的法国北部地带，到达康边附近，福煦元帅火车所在的秘密地点。
经过三天的谈判，福煦只出现了两次，第一次是接见他们，第二次是最后签字。谈判过程中德国被迫接受苛刻的条件，几乎没有回旋的余地，只是纠正几个条款，例如销毁潜艇的数量，德国根本没有那麽多的潜艇等。10日，他们从巴黎报纸上得知德国皇帝威廉二世已经退位。埃茨贝格尔原来还想拖延时间，经过和兴登堡电报往来，在德国主要大城市即将发生起义的情况下，于11日达成协议。签字仪式只用了5:12到5:20之间的8分钟。德国代表只是形式上对如此严酷的条款表示了抗议。福煦则用前德国首相俾斯麥的“战争就是战争”，回敬了德国代表。该语是1871年法国代表向德国抗议法兰克福条约条款太严酷时，当时俾斯麦作为普法戰爭的胜利者的回答。

## 协定内容

### 一、西线军事条款
- 第一条，协定签字6小时后在陆地和空中停火。
- 第二条，立即撤离所有被侵略的国家：比利时、法国佔領區、普法戰爭前屬法國的阿尔萨斯-洛林、卢森堡。协定签字后14天内撤完，任何在规定时间内没有撤出规定地区的德国军人将成为战俘。协约国的军队将同时占领上述地区。撤离和占领都要依据附件规定进行。
- 第三条，在对上述国家居民人口统计（包括人质、被审判或判决的）结束15天内，立即开始赔偿工作。
- 第四条，德国军队要将完好的下列武器在原地交给协约国军队，包括5千门炮（2,500门重炮、2,500门野炮），25,000挺机关枪，3,000门迫击炮，1,700架飞机。详细状态要依照附件1的陈述。
- 第五条，德军从全部莱茵河左岸撤出，由当地军队负责管理。这些地区由协约国军队占领。并占领跨越莱茵河重要关要和桥梁，这些渡口向右岸辐射30公里也由占领军管理。莱茵河右岸沿与河流并行10公里以内，从荷兰边界到瑞士边界为中立区。德军撤离莱茵河地区（包括左岸和右岸）在16天内完成，在协定签字后一共31天要完成全部撤离和占领工作。详细情况要依据附件1。
- 第六条，军队撤离时不得撤离当地居民，不得伤害当地居民的人身和财产，不得起诉和处理任何在协定签字以前参与战争行为的人，不得因其任何破坏行为而受到监禁。任何军用物资包括食品、军械和设备都得完好地移交，在撤离期间不得移动这些军用物资。所有民用的食品贮备、牲畜等要保留在原地，工业设施不得受到任何损坏，人员不得更换。
- 第七条，公路和其他交通通讯设施不得受到损坏，包括铁路、航道、公路、桥梁、电报、电话等。所有军用和民用雇员要留在原地。5千辆机车和150,000辆火车车厢要保持完好，和所有必须的配件、燃料要在附件2规定的时间内移交，总体不得超过31天。同时移交5,000辆完好的卡车；阿尔萨斯-洛林的铁路，包括战前的人员和设备；莱茵河左岸铁路运营必须的材料设备要保留在原地，左岸的铁路运行所需的设备和材料要由德国方面负责提供和维修。所有被德国俘获的协约国船只要全部交还。细节由附件2规定。
- 第八条，在协定签字后48小时内，德国指挥官负责清除所有的地雷、延时爆炸物，并清除所有有过的破坏（如对水井和泉水投毒或污染等）以及所有报复性的不良后果。
- 第九条，协约国军队在占领地上有根据规定征用的权力，占领莱茵河左岸的军队（不包括阿尔萨斯-洛林）费用由德国政府负责。
- 第十条，立即无条件的遣返所有协约国战俘，包括已经审判判决的，协约国将依据他们的意愿决定其遣返去向。以前交换战俘的协定，包括1918年7月的修订案作废。但在荷兰和瑞士的德国战俘继续依旧遣返，全部遣返要等初步达到和平后再正规化。
- 第十一条，无法移动的伤病员可以继续留在原地由德国方面出人和医药照管。

### 二、东线安排
- 第十二条，所有德国军队要从奥匈帝国、罗马尼亚、鄂圖曼帝國立即撤出，撤回到1914年8月1日以前的德国边界。所有德国军队也要从战前属于俄罗斯帝國的领土撤出，撤离的时间由协约国根据俄罗斯国内形势决定。
- 第十三条，德国军队要立即开始从俄国撤离，所有目前在俄国领土的德国教师、囚犯、文职和军方代理也要招回。
- 第十四条，德国军队要停止所有自从1914年8月1日开始的，在俄国和罗马尼亚为德国需要所进行的征用和攫取。
- 第十五条，废除分別和羅馬尼亞及俄羅斯簽署的布加勒斯特和约和布列斯特-立陶夫斯克条约。
- 第十六条，协约国可以通过但泽或维斯瓦自由进入东线德军撤出的领土，为当地居民提供物资和维持秩序。

### 三、关于非洲
- 第十七条，在协约国规定的时间内，德军要撤出所有德國在非洲的殖民地。

### 四、通则
- 第十八条，在最长一个月期间内，无条件遣返属于协约国和它盟友的，除了第三条统计之外的所有居民，包括被审判和判刑的人质。
- 第十九条，下列活动需要赔偿：恢复被损坏的。停战协定生效期间，敌方不得运走任何公共设施，作为协约国恢复损失的抵押。立即修复的赔偿，要存入比利时国家银行。所有被侵略国家的文件、硬币、纸币、證券、股票以及发行这些股票的工厂都要立即归还。被德国掠夺的俄罗斯和罗马尼亚出产的黄金，也要归还，在和平协定签定前，交由协约国保管。

### 五、海洋条款
- 第二十条，立即停止海上对抗，所有德国船只的方位和动作要提供给协约国，所有领水必须允许协约国及其盟友的军舰及商用船只自由航行。
- 第二十一条，所有协约国及其盟友的海军和商船在德国手中的俘虏要无条件的交还。
- 第二十二条，要将目前存在的所有潜艇（包括潜艇母舰、布雷潜艇），以及所有弹药、设备交给协约国和美国，交到协约国和美国指定的港口。不能航行的要解除武装和人员，交由协约国和美国监管。可以航行的要尽早通过无线电指令离开德国港口到指定移交的港口。这条规定在协定签字14天内开始执行。
- 第二十三条，被协约国和美国指定的德国水面战舰要立即解除武装，前往中立国港口或协约国与美国指定的港口，并接受协约国或美国的监管，舰只上只留下必要的维护人员。指定的战舰包括：6艘巡洋舰、10艘战列舰、8艘轻巡洋舰（包括2艘布雷舰）、50艘最先进的驱逐舰。所有其他战舰（包括河道舰只）集中到协约国和美国指定的德国军港，解除武装并受到协约国和美国监管。所有辅助舰只的武器要放到岸上，所有上述指定的舰只要在协定签字后7日内离开德国港口，将通过无线电指定目的地。
- 第二十四条，协约国和美国有权清除德国水域以外由德国设置的所有水雷和障碍物，德国要给出它们的方位。
- 第二十五条，协约国及其盟友的军舰和商船有自由出入波罗的海的权力。为了保证其权力，协约国和美国要占领所有在从卡特加特海峡进入波罗的海通路上德国设置的要塞、炮位和防御设施，清除所有的水雷和障碍物，德国要给出它们的方位。
- 第二十六条，目前已有的协约国及其盟友的封锁维持不变，任何在海上发现的德国商船都会被依法扣留。协约国和美国将考虑在停战期间给予德国必要的补给。
- 第二十七条，所有德国海军飞机要集中到协约国和美国指定的德国基地中，不允许再起飞。
- 第二十八条，在德军撤出比利时的海防和港口时，所有港口运输设施，所有商船、拖船、照明设施、海上飞行设施、材料和设备、武器以及所有储存物资必须留在原地。
- 第二十九条，在德军撤出黑海港口时，所有被德国俘获的俄罗斯军舰等物资，一律要交给协约国和美国，所有被俘获的中立国船只要释放，所有军事用品、港口物资以及第二十八条列出的物资要交还。
- 第三十条，所有被德国俘获的协约国及其盟友的商船，要无条件地送还到协约国和美国指定的港口。
- 第三十一条，在撤退、投降和恢复战前状态的过程中，不允许对船只和物资有任何破坏。
- 第三十二条，德国政府要通知所有的中立国政府，尤其是挪威、瑞典、丹麦和荷兰政府，立即取消一切对他们船只和协约国及其盟友贸易往来、出口造船材料的限制，不管这种限制是来自德国政府或私人企业，还是作为一种特许的交换。
- 第三十三条，在停战协定签字后，不允许任何德国商船改换中立国旗帜。

### 六、停战期限
- 第三十四条，停战期限为30天，如果需要可以延长。在此期间，如果条款没有得到履行，可以由签字任一方宣布协定作废，宣布作废要提前48小时通知。但第三条和第十八条如果没有在规定期间完成，将不预先通知条约即作废。为了保证协定能够有效地执行，设立一个国际停战委员会，委员会由协约国最高军事长官负责。

### 七、生效期限
- 第三十五条，德国应该在72小时内决定是否接受这个停战协定。